# Bandiera di Barbados
La bandiera di Barbados è stata adottata il 30 novembre 1966.
La bandiera dell'isola caraibica di Barbados ha colori, e relativo significato, assimilabili a quelli della bandiera bahamense. Infatti in questo tricolore verticale si riporta il blu del mare e il giallo ocra delle spiagge dorate, riprodotti su tre fasce di dimensioni uguali. La banda centrale gialla contiene il simbolo nazionale del tridente nero di Nettuno, quindi dell'intero mondo marittimo, che ha origine dall'antico stemma coloniale britannico. Il tridente data la forma «spezzata» del suo manico, assume un significato particolare e richiama la liberazione dal colonialismo.

## Storia
Come colonia britannica ebbe una classica blue ensigne, che possiamo datare intorno al 1880, riportante al battente il suo stemma coloniale. Questo badge rappresentava la figura allegorica di Britannia, cinta nel capo da una corona, sorretta in mare da due cavalli marini, uno bianco e l'altro scuro, e che tiene in mano un globo e nell'altra un tridente.
Nel 1966, al momento dell'indipendenza, la bandiera nazionale fu scelta per concorso pubblico vinto dal professor Grantley Winston Prescod tra più di un migliaio di disegni inviati. Nella sua proposta vincente Prescod pose il simbolo coloniale del tridente al centro della bandiera ma ne disegnò solo la parte superiore, a significare che era stato «spezzato», così come lo erano ormai i legami con la condizione coloniale imposta dalla Gran Bretagna.

## Bandiere storiche

Bandiera della Colonia britannica di Barbados (1870-1966)
Bandiera della Federazione delle Indie Occidentali (1958-1962)